# Dry Island Buffalo Jump Provincial Park
Dry Island Buffalo Jump Provincial Park är en park i Kanada.   Den ligger i provinsen Alberta, i den centrala delen av landet, 2 800 km väster om huvudstaden Ottawa. Dry Island Buffalo Jump Provincial Park ligger 751 meter över havet.
Terrängen runt Dry Island Buffalo Jump Provincial Park är platt österut, men västerut är den kuperad. Dry Island Buffalo Jump Provincial Park ligger nere i en dal. Trakten runt Dry Island Buffalo Jump Provincial Park är nära nog obefolkad, med mindre än två invånare per kvadratkilometer.. Närmaste större samhälle är Big Valley, 15,6 km nordost om Dry Island Buffalo Jump Provincial Park.
Trakten runt Dry Island Buffalo Jump Provincial Park består till största delen av jordbruksmark.